# Chrono Aviation
Chrono Aviation — чартерная канадская авиакомпания. Базируется в аэропортах Квебек имени Жана Лесажа, Монреаль Сен-Юбер, Монреаль-Трюдо и Римуски.
Авиакомпания занимается не только бизнес-авиацией, но также доставляет грузы, выполняет полёты на севере страны, в Нунавуте.

## История

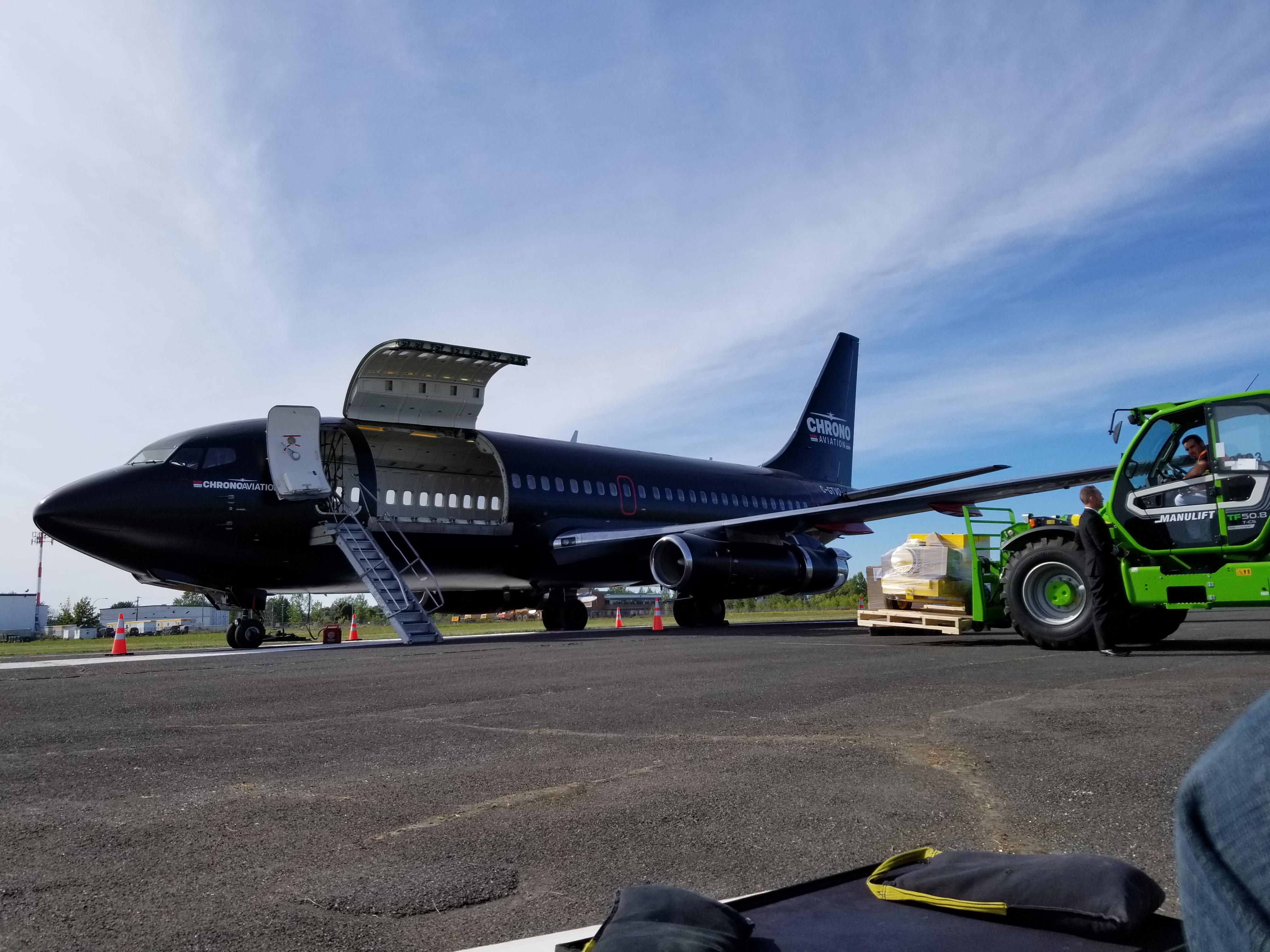
Самолёт Boeing 737-200 готов к приёму груза

Авиакомпания Chrono Aviation была основана в 2012 году в Квебеке. Изначально её флот состоял из одного самолёта Pilatus PC-12.
В октябре 2015 года авиакомпания анонсировала специальную клубную карту, которая позволяет в течение месяца совершать неограниченное число полётов между Квебеком, Монреалем и Торонто. В марте 2016 это предложение уже начало действовать.
В феврале 2016 года Chrono Aviation запросила разрешение на эксплуатацию самолётов вместимостью больше 19 пассажиров.
К началу 2017 года флот авиакомпании состоял из шести Pilatus PC-12 и двух Beechcraft 1900D.
В 2017 году авиакомпания приобрела самолёты Dash-8 100 и Falcon 50, увеличив размер флота до 10 самолётов. Для такого флота авиакомпания решила построить новый ангар и инвестировать 10 миллионов долларов в его строительство в аэропорту Монреаль Сен-Юбер.
Так аэропорт Сен-Юбер в Монреале стал более приоритетным для авиакомпании, в то время как с аэропортом Квебека отношения испортились.

## Флот
Флот авиакомпании на апрель 2020 года состоял из 22 самолётов.